# دوري سلوفينيا لكرة القدم 2000–01
دوري سلوفينيا لكرة القدم 2000–01 (بالإيطالية: Prva slovenska nogometna liga 2000-2001)‏ هو الموسم 10 من  دوري سلوفينيا لكرة القدم. أقيم خلال الفترة 21 يوليو 2000 وحتى 27 مايو 2001، والذي يشرف على تنظيمه اتحاد سلوفينيا لكرة القدم، وكان عدد الأندية المشاركة فيه  12، وفاز فيه نادي ماريبور.